# 吳賢揆
吳賢揆（韓語：오현규，2001年4月12日—），韓國職業足球運動員，司職前鋒，現效力於比甲球會亨克。韓國國家足球隊成員。

## 國際賽生涯
2022年11月11日，在對陣冰島的友誼賽中，吳賢揆首次代表南韓國家隊出場。

## 榮譽

### 俱樂部
水原三星藍翼
- 韓國足協盃冠軍 : 2019

金泉尚武
- K聯賽2冠軍 : 2021

些路迪
- 蘇格蘭超級足球聯賽冠軍 : 2022-23
- 蘇格蘭聯賽盃冠軍 : 2022-23[4]
- 蘇格蘭足總盃冠軍 : 2022–23[5]

## 外部連結
- 吳賢揆在 kleague.com上的出场纪录（韓語）
- Oh Hyeon-gyu – National Team stats at KFA （韓語）